# ジャズ・イン・ザ・ガーデン
『ジャズ・イン・ザ・ガーデン』（Jazz in the Garden）は、スタンリー・クラーク・トリオが2009年に発表したスタジオ・アルバム。クラークの所属レーベルであるヘッズ・アップ・インターナショナルが原盤権を有しているが、日本のユニバーサルミュージックから直輸入盤仕様で先行発売された。リターン・トゥ・フォーエヴァー時代の盟友レニー・ホワイトと、日本人ピアニストの上原ひろみを迎えて制作され、上原の参加したスタジオ・アルバムとしては初のストレート・アヘッド・ジャズ作品となった。

## 背景
クラークは以前から上原のことを知っていたが、共演の直接のきっかけは、長年クラークと親交の深かったチック・コリアの推薦だったという。上原は自作曲「シシリアン・ブルー」と「ブレイン・トレーニング」を提供し、また、マイルス・デイヴィスのカヴァー「ソーラー」は上原のアイディアで録音された。
クラークの新曲「パラダイム・シフト」は、2008年アメリカ合衆国大統領選挙で当選を果たしたバラク・オバマに捧げられている。「テイク・ザ・コルトレーン」は、デューク・エリントンがジョン・コルトレーンとの共演盤『デューク・エリントン&ジョン・コルトレーン』（1962年）のために書き下ろした曲のカヴァーで、この曲はクラークとホワイトのデュオで録音された。一方、アニメーション映画『白雪姫』挿入歌「いつか王子様が」のカヴァーと即興曲「グローバル・テュウィーク」は、クラークと上原のデュオによる演奏である。「アンダー・ザ・ブリッジ」は、レッド・ホット・チリ・ペッパーズが1991年にシングル・ヒットさせた曲のカヴァー。
上原は2009年8月のインタビューで、クラーク及びホワイトとの共演について「2人のインタープレイを目の当たりにするのは、豪華なボートに乗っているような気分だった」と語っている。

## 反響・評価
アメリカの『ビルボード』ではコンテンポラリー・ジャズ・アルバム・チャートで5位、ジャズ・アルバム・チャートで12位に達した。日本のオリコンチャートでは10週チャート入りし、最高23位を記録した。
マイケル・G・ナストスはオールミュージックにおいて5点満点中4.5点を付け「熟達したピアノ、ベース、ドラムのトリオによる完成度の高いスタンダード曲の演奏という域を超え、元ネタは何であれ、自分達の言葉で新鮮かつ独創的な新しい音楽を創造している」と評している。ジョン・フォーダムは「ガーディアン」紙のレビューで5点満点中4点を付け「活気と喜びに満ちたトリオ作品で、正に驚くしかない」と評している。また、スティーヴ・ホロヴィッツはポップマターズにおいて10点満点中7点を付け「このような小編成であることから予想できるように、このレコードは穏やかで、意味のある沈黙に満たされている。しかし、それは実験的でないという意味ではない」「クラークと仲間達は、高速で澱みなく硬質な演奏を駆使して、聴き手を未知への旅に連れていく」と評している。

## 収録曲
1. パラダイム・シフト - "Paradigm Shift (Election Day 2008)" (Stanley Clarke) - 7:43
2. さくらさくら - "Sakura Sakura" (Traditional) - 5:33
3. シシリアン・ブルー - "Sicilian Blue" (Hiromi Uehara) - 4:48
4. テイク・ザ・コルトレーン - "Take the Coltrane" (Duke Ellington) - 3:30
5. スリー・ロング・ノーツ - "3 Wrong Notes" (S. Clarke) - 5:47
6. いつか王子様が - "Someday My Prince Will Come" (Frank Churchill, Larry Morey) - 4:56
7. アイソトープ - "Isotope" (Joe Henderson) - 5:27
8. ベース・フォーク・ソング No. 5 & 6 - "Bass Folk Song No. 5 & 6" (S. Clarke) - 4:02
9. グローバル・テュウィーク - "Global Tweak" (S. Clarke, H. Uehara) - 3:43
10. ソーラー - "Solar" (Miles Davis) - 5:14
11. ブレイン・トレーニング - "Brain Training" (H. Uehara) - 4:52
12. アンダー・ザ・ブリッジ（英語版） - "Under the Bridge" (Michael Balzary, Anthony Kiedis, Chad Smith, John Frusciante) - 5:30

### 日本流通盤ボーナス・トラック
1. エルズ・バップ - "L's Bop" (Lenny White) - 5:04

## 参加ミュージシャン
- スタンリー・クラーク - アコースティック・ベース
- 上原ひろみ - ピアノ
- レニー・ホワイト - ドラムス